# Ерік Пуля
Ерік Пуля (8 вересня 1963, Брон, Рона) — французький футбольний арбітр. За професією фахівець з інформатики.
Футбольний арбітр ФІФА з 1 січня 1999 року. Він дебютував на міжнародній арені 28 березня 2001 року у відбірковому матчі Чемпіонату світу з футболу 2002 року між Польщею та Вірменією. Далі він судив на Олімпійському турнірі 2004 року, відбіркових матчах до Євро-2004 і Чемпіонату світу 2006 року, а також на самому Чемпіонаті світу 2006 року.
Пула закінчив кар'єру міжнародного арбітра у 2006 році.